# Клисурский Рождество-Богородицкий монастырь
Клисурский Рождество-Богородицкий монастырь (греч. Μονή Γενεθλίου της Θεοτόκου Κλεισούρας или Клисурский монастырь греч. Μονή Παναγίας Κλεισούρας) — православный женский монастырь в юрисдикции Касторийской митрополии Константинопольской православной церкви. Расположен между деревнями Варико и Клисури, на восточных склонах горы Мурики в Греции.
В монастыре находятся мощи преподобной старицы Софии Хотокуриду.

## История
Обитель основана в 1314 году монахом Неофитом из Клисури.
В нынешнем виде монастырь сформировался в конце XVII — начале XVIII века. Храм, построенный ктитором обители — иеромонахом Исаией (Пистасом), родом из Клисури, — стоит на фундаменте более древнем — XIV или XV века. За века здание храма претерпело множество изменений; так, в 1911 году обрушился его купол.
Икона Рождества Богородицы считается чудотворной, как и другая икона — Божией Матери с Младенцем, что в северной части иконостаса.
В западной части монастыря находится небольшой кладбищенский храм, посвященный Усекновению главы святого Иоанна Предтечи. Выше монастыря расположена кафизма (скит) Святой Троицы, которая, вероятно, была некогда местом уединения и подвига безвестного ныне подвижника, может быть, и самого преподобного ктитора, как часто было в подобных случаях.